# Ramazzottius edmondabouti
Ramazzottius edmondabouti är en djurart som tillhör fylumet trögkrypare, och som beskrevs av Séméria 1993. Ramazzottius edmondabouti ingår i släktet Ramazzottius och familjen Hypsibiidae. Inga underarter finns listade i Catalogue of Life.